# Australoconops perbellum
Australoconops perbellum är en tvåvingeart som först beskrevs av Krober 1939.  Australoconops perbellum ingår i släktet Australoconops och familjen stekelflugor. Inga underarter finns listade i Catalogue of Life.